# Mühlenstraße 8 (Korschenbroich)

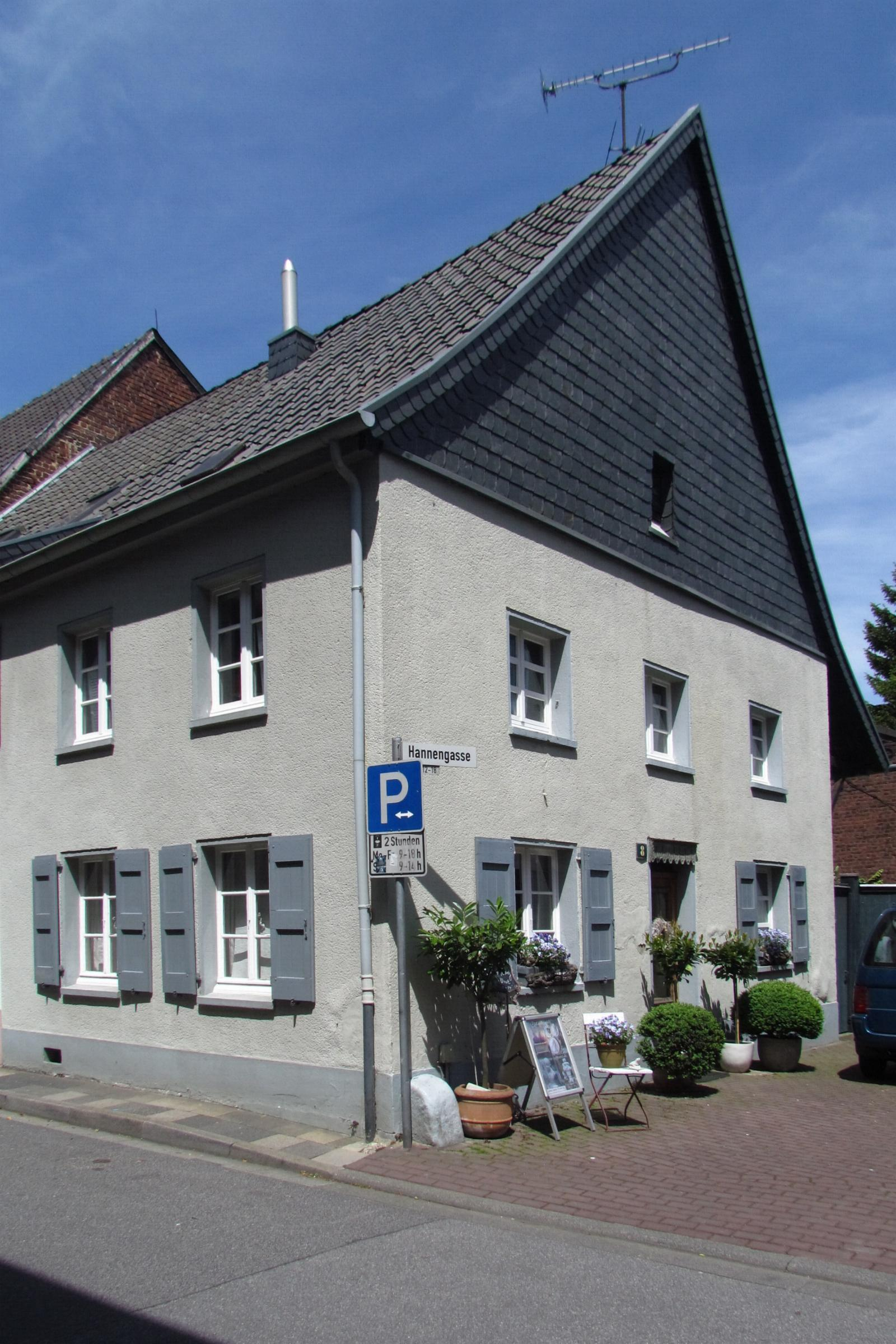
Fachwerkbau

Das Wohnhaus Mühlenstraße 8 steht in Korschenbroich im Rhein-Kreis Neuss in Nordrhein-Westfalen.
Das Gebäude wurde Anfang des 19. Jahrhunderts erbaut und unter Nr. 162 am 5. April 1990 in die Liste der Baudenkmäler in Korschenbroich eingetragen.

## Architektur
Es handelt sich hierbei um einen zweigeschossigen, verputzten Fachwerkbau aus dem Anfang des 19. Jahrhunderts. Ursprünglich bildete dieses zusammen mit dem Wohnhaus Mühlenstraße 10 ein Haus. Die Fassaden sind verputzt und die Türen und Fenster verändert. Die ursprünglichen Proportionen dieses Hauses sind im Dachstuhl noch gut ablesbar. Das Wohnhaus erfüllt die Voraussetzungen des § 2 Abs. 1 DSchG NRW zum Eintrag in die Denkmalliste. Es ist bedeutend für die Geschichte des Menschen als kulturgeschichtliches Zeugnis der Wohnverhältnisse im 19. Jh. und für Städte und Siedlungen im ortsgeschichtlichen Sinne. Für seine Erhaltung und Nutzung liegen wissenschaftliche, hier architektur- und siedlungsgeschichtliche Gründe vor.